# Makmur Jaya (Darul Hasanah)
Makmur Jaya is een bestuurslaag in het regentschap Aceh Tenggara van de provincie Atjeh, Indonesië. Makmur Jaya telt 305 inwoners (volkstelling 2010).